# Major League Soccer de 2024
A temporada 2024 da Major League Soccer foi a 112ª temporada de futebol sancionada pela FIFA nos Estados Unidos e no Canadá, a 46ª como primeira divisão nacional na América do Norte e a 29ª temporada da Major League Soccer. A temporada regular começou em 21 de fevereiro de 2024 e terminou em 19 de outubro do mesmo ano.

## Formato

### Temporada regular
Cada um dos 29 clubes da MLS jogará 34 partidas na temporada regular da MLS, com 17 jogos em casa e 17 fora. Todos os clubes das Conferência Leste jogarão contra todos os adversários intraconferência duas vezes e seis adversários entre conferências uma vez. Os clubes da Conferência Oeste jogarão contra todos os adversários intraconferência duas vezes, um a dois adversários intraconferência adicionais uma vez, e seis a sete adversários entre conferências diferentes uma vez.
| Os critérios de desempate são, nessa ordem: 1. Pontos 2. Total de vitórias 3. Saldo de gols 4. Gols marcados 5. Menos pontos disciplinários 6. Gols marcador como visitante 7. Gols marcados como mandante 8. Cara ou coroa (2 times) ou sorteio (3 ou mais clubes) | Pontos disciplinários foram decididos como segue: 1. Falta (1 ponto) 2. Aviso da área técnica (2 pontos) 3. Cartão amarelo (3 pontos) 4. Segundo cartão amarelo (7 pontos) 5. Cartão vermelho (7 pontos) 6. Demissão do técnico (7 pontos) 7. Alguma disciplina suplementar (8 pontos) |

### Eliminatórias
Após o fim da temporada regular da MLS, os sete melhores  clubes de cada Conferência se classificarão automaticamente para a primeira rodada das eliminatórias. Os dois próximos clubes em cada classificação das Conferências se classificarão para uma partida única pré-eliminatória, com os vencedores de cada jogo ganhando vagas para a primeira rodada. Se o placar de um jogo das pré-eliminatórias estiver empatado no final do tempo regulamentar, não haverá prorrogação e os clubes participarão de uma disputa de pênaltis para determinar o vencedor.
A primeira rodada será disputada entre dois times de mesma Conferência com base em suas posições na classificação das Conferências, com o melhor colocado enfrentando o pior, e assim por diante. Constitui em uma série de duas partidas (em casa e fora), podendo haver uma terceira partida de desempate. O clube melhor colocado sedia a primeira partida e, se necessário, a terceira partida de desempate. 
Após a primeira rodada, os vencedores avançam para uma série de partidas únicas nas Semifinais das Conferências, Finais de Conferência (onde se determina os campeões de cada Conferência) e por fim, na partida final do ápice da temporada, a MLS Cup. Os anfitriões dessas partidas são sempre os clubes com melhor desempenho na temporada regular.

## Participantes
| Equipe               | Cidade        | Treinador        | Estádio (Mando)            | Capacidade | Títulos            |
| -------------------- | ------------- | ---------------- | -------------------------- | ---------- | ------------------ |
| Austin FC            | Austin        | Josh Wolff       | Q2 Stadium                 | 20,500     | 0 (Não Possui)     |
| Colorado Rapids      | Commerce City | Chris Armas      | Dick's Sporting Goods Park | 18.061     | 1 (último em 2010) |
| FC Dallas            | Frisco        | Peter Luccin     | Toyota Stadium             | 20.500     | 0 (Não Possui)     |
| Houston Dynamo       | Houston       | Ben Olsen        | Shell Energy Stadium       | 22.039     | 2 (último em 2007) |
| LA Galaxy            | Los Angeles   | Greg Vanney      | Dignity Health Sports Park | 27.000     | 5 (último em 2014) |
| Los Angeles FC       | Los Angeles   | Steve Cherundolo | BMO Stadium                | 22.000     | 1 (último em 2022) |
| Minnesota United     | Saint Paul    | Eric Ramsay      | Allianz Field              | 19.400     | 0 (Não Possui)     |
| Portland Timbers     | Portland      | Phil Neville     | Providence Park            | 25.218     | 1 (último em 2015) |
| Real Salt Lake       | Sandy         | Pablo Mastroeni  | America First Field        | 20.213     | 1 (último em 2009) |
| San José Earthquakes | San José      | Ian Russell      | PayPal Park                | 18.000     | 2 (último em 2003) |
| Seattle Sounders     | Seattle       | Brian Schmetzer  | Lumen Field                | 39.419     | 2 (último em 2019) |
| St. Louis City SC    | St. Louis     | John Hackworth   | Citypark                   | 22.500     | 0 (Não Possui)     |
| Sporting Kansas City | Kansas City   | Peter Vermes     | Children's Mercy Park      | 18.467     | 2 (último em 2013) |
| Vancouver Whitecaps  | Vancouver     | Vanni Sartini    | BC Place                   | 22.120     | 0 (Não Possui)     |

| Equipe                 | Cidade           | Treinador        | Estádio (Mando)         | Capacidade | Títulos            |
| ---------------------- | ---------------- | ---------------- | ----------------------- | ---------- | ------------------ |
| Atlanta United         | Atlanta          | Rob Valentino    | Mercedez-Benz Stadium   | 71.000     | 1 (último em 2018) |
| Charlotte FC           | Charlotte        | Dean Smith       | Bank of America Stadium | 73.778     | 0 (Não Possui)     |
| Chicago Fire           | Bridgeview       | Frank Klopas     | Soldier Field           | 61.500     | 1 (último em 1998) |
| Cincinnati             | Cincinnati       | Pat Noonan       | TQL Stadium             | 26.000     | 0 (Não Possui)     |
| Columbus Crew          | Columbus         | Wilfried Nancy   | Lower.com Field         | 20.371     | 3 (último em 2023) |
| D.C. United            | Washington, D.C. | Troy Lesesne     | Audi Field              | 20.000     | 4 (último em 2004) |
| Inter Miami            | Fort Lauderdale  | Gerardo Martino  | Chase Stadium           | 21.000     | 0 (Não Possui)     |
| CF Montréal            | Montreal         | Laurent Courtois | Estádio Saputo          | 20.801     | 0 (Não Possui)     |
| Nashville SC           | Nashville        | B. J. Callaghan  | Geodis Park             | 30.000     | 0 (Não Possui)     |
| New England Revolution | Foxborough       | Caleb Porter     | Gillette Stadium        | 20.000     | 0 (Não Possui)     |
| New York City          | Nova Iorque      | Nick Cushing     | Yankee Stadium          | 30.321     | 1 (último em 2021) |
| New York Red Bulls     | Harrison         | Sandro Schwarz   | Red Bull Arena          | 25.000     | 0 (Não Possui)     |
| Orlando City           | Orlando          | Oscar Pareja     | Exploria Stadium        | 25.250     | 0 (Não Possui)     |
| Philadelphia Union     | Filadélfia       | Jim Curtin       | Subaru Park             | 18.500     | 0 (Não Possui)     |
| Toronto FC             | Toronto          | John Herdman     | BMO Field               | 30.000     | 1 (último em 2017) |

## Temporada regular

### Classificação das conferências
Conferência Leste
| Pos | Equipe                 | Pts | J  | V  | E  | D  | GP | GC | SG  | Classificação                                         |
| --- | ---------------------- | --- | -- | -- | -- | -- | -- | -- | --- | ----------------------------------------------------- |
| 1   | Inter Miami            | 74  | 34 | 22 | 8  | 4  | 79 | 49 | +30 | Classificado para a primeira rodada das eliminatórias |
| 2   | Columbus Crew          | 66  | 34 | 19 | 9  | 6  | 72 | 40 | +32 | Classificado para a primeira rodada das eliminatórias |
| 3   | Cincinnati             | 59  | 34 | 18 | 5  | 11 | 58 | 48 | +10 | Classificado para a primeira rodada das eliminatórias |
| 4   | Orlando City           | 52  | 34 | 15 | 7  | 12 | 59 | 50 | +9  | Classificado para a primeira rodada das eliminatórias |
| 5   | Charlotte FC           | 51  | 34 | 14 | 9  | 11 | 46 | 37 | +9  | Classificado para a primeira rodada das eliminatórias |
| 6   | New York City          | 50  | 34 | 14 | 8  | 12 | 54 | 49 | +5  | Classificado para a primeira rodada das eliminatórias |
| 7   | New York Red Bulls     | 47  | 34 | 11 | 14 | 9  | 55 | 50 | +5  | Classificado para a primeira rodada das eliminatórias |
| 8   | CF Montréal            | 43  | 34 | 11 | 10 | 13 | 48 | 64 | −16 | Classificado para as pré-eliminatórias                |
| 9   | Atlanta United         | 40  | 34 | 10 | 10 | 14 | 46 | 49 | −3  | Classificado para as pré-eliminatórias                |
| 10  | D.C. United            | 40  | 34 | 10 | 10 | 14 | 52 | 70 | −18 |                                                       |
| 11  | Toronto FC             | 37  | 34 | 11 | 4  | 19 | 40 | 61 | −21 |                                                       |
| 12  | Philadelphia Union     | 37  | 34 | 9  | 10 | 15 | 62 | 55 | +7  |                                                       |
| 13  | Nashville SC           | 36  | 34 | 9  | 9  | 16 | 38 | 54 | −16 |                                                       |
| 14  | New England Revolution | 31  | 34 | 9  | 4  | 21 | 37 | 74 | −37 |                                                       |
| 15  | Chicago Fire           | 30  | 34 | 7  | 9  | 18 | 40 | 62 | −22 |                                                       |

Conferência Oeste
| Pos | Equipe               | Pts | J  | V  | E  | D  | GP | GC | SG  | Classificação                                         |
| --- | -------------------- | --- | -- | -- | -- | -- | -- | -- | --- | ----------------------------------------------------- |
| 1   | Los Angeles FC       | 64  | 34 | 19 | 7  | 8  | 63 | 43 | +20 | Classificado para a primeira rodada das eliminatórias |
| 2   | LA Galaxy            | 64  | 34 | 19 | 7  | 8  | 69 | 50 | +19 | Classificado para a primeira rodada das eliminatórias |
| 3   | Real Salt Lake       | 59  | 34 | 16 | 11 | 7  | 65 | 48 | +17 | Classificado para a primeira rodada das eliminatórias |
| 4   | Seattle Sounders     | 57  | 34 | 16 | 9  | 9  | 51 | 35 | +16 | Classificado para a primeira rodada das eliminatórias |
| 5   | Houston Dynamo       | 54  | 34 | 15 | 9  | 10 | 47 | 39 | +8  | Classificado para a primeira rodada das eliminatórias |
| 6   | Minnesota United     | 52  | 34 | 15 | 7  | 12 | 58 | 49 | +9  | Classificado para a primeira rodada das eliminatórias |
| 7   | Colorado Rapids      | 50  | 34 | 15 | 5  | 14 | 61 | 60 | +1  | Classificado para a primeira rodada das eliminatórias |
| 8   | Vancouver Whitecaps  | 47  | 34 | 13 | 8  | 13 | 52 | 49 | +3  | Classificado para as pré-eliminatórias                |
| 9   | Portland Timbers     | 47  | 34 | 12 | 11 | 11 | 65 | 56 | +9  | Classificado para as pré-eliminatórias                |
| 10  | Austin FC            | 42  | 34 | 11 | 9  | 14 | 39 | 48 | −9  |                                                       |
| 11  | FC Dallas            | 41  | 34 | 11 | 8  | 15 | 54 | 56 | −2  |                                                       |
| 12  | St. Louis City SC    | 37  | 34 | 8  | 13 | 13 | 50 | 63 | −13 |                                                       |
| 13  | Sporting Kansas City | 31  | 34 | 8  | 7  | 19 | 51 | 66 | −15 |                                                       |
| 14  | San José Earthquakes | 21  | 34 | 6  | 3  | 25 | 41 | 78 | −37 |                                                       |

## Eliminatórias
Os times com melhor classificação hospedam partidas únicas de eliminação, com o anfitrião da MLS Cup determinado pelos pontos gerais na tabela do Supporters' Shield. Durante as rodadas em melhor de três, o time com melhor classificação hospeda a primeira partida e a terceira partida, se necessário.

### Pré-eliminatórias
| Pote | Equipe 1            | Resultado   | Equipe 2         | Pote |
| ---- | ------------------- | ----------- | ---------------- | ---- |
| L8   | CF Montréal         | 2–2 (4–5 p) | Atlanta United   | L9   |
| O8   | Vancouver Whitecaps | 5–0         | Portland Timbers | O9   |

### Primeira rodada

#### Conferência Leste
| Pote | Equipe 1      | Resultado total | Equipe 2           | Pote |     | Jogo 1      | Jogo 2      | Jogo 3 |
| ---- | ------------- | --------------- | ------------------ | ---- | --- | ----------- | ----------- | ------ |
| L1   | Inter Miami   | 1–2             | Atlanta United     | L9   | 2–1 | 1–2         | 2–3         |        |
| L4   | Orlando City  | 2–1             | Charlotte FC       | L5   | 2–0 | 0–0 (1–3 p) | 1–1 (4–1 p) |        |
| L3   | FC Cincinnati | 1–2             | New York City FC   | L6   | 1–0 | 1–3         | 0–0 (5–6 p) |        |
| L2   | Columbus Crew | 0–2             | New York Red Bulls | L7   | 0–1 | 2–2 (4–5 p) | –           |        |

#### Conferência Oeste
| Pote | Equipe 1         | Resultado total | Equipe 2            | Pote |             | Jogo 1      | Jogo 2 | Jogo 3 |
| ---- | ---------------- | --------------- | ------------------- | ---- | ----------- | ----------- | ------ | ------ |
| O1   | Los Angeles FC   | 2–1             | Vancouver Whitecaps | O8   | 2–1         | 0–3         | 1–0    |        |
| O4   | Seattle Sounders | 2–0             | Houston Dynamo      | O5   | 0–0 (5–4 p) | 1–1 (7–5 p) | –      |        |
| O3   | Real Salt Lake   | 0–2             | Minnesota United    | O6   | 0–0 (4–5 p) | 1–1 (1–3 p) | –      |        |
| O2   | LA Galaxy        | 2–0             | Colorado Rapids     | O7   | 5–0         | 4–1         | –      |        |

### Esquema final
|  | Semifinais das Conferências | Semifinais das Conferências | Semifinais das Conferências |                    |    | Finais das Conferências | Finais das Conferências | Finais das Conferências |  |  | MLS Cup | MLS Cup | MLS Cup |  |
|  |                             |                             |                             |                    |    |                         |                         |                         |  |  |         |         |         |  |
|  | L9                          | Atlanta United              | 0                           |                    |    |                         |                         |                         |  |  |         |         |         |  |
|  | L9                          | Atlanta United              | 0                           |                    |    |                         |                         |                         |  |  |         |         |         |  |
|  | L5                          | Orlando City                | 1                           |                    |    |                         |                         |                         |  |  |         |         |         |  |
|  | L5                          | Orlando City                | 1                           |                    | L5 | Orlando City            | 0                       |                         |  |  |         |         |         |  |
|  | Conferência Leste           |                             |                             |                    | L5 | Orlando City            | 0                       |                         |  |  |         |         |         |  |
|  |                             |                             | L7                          | New York Red Bulls | 1  |                         |                         |                         |  |  |         |         |         |  |
|  | L6                          | New York City FC            | L7                          | New York Red Bulls | 1  | 0                       |                         |                         |  |  |         |         |         |  |
|  | L6                          | New York City FC            |                             |                    |    |                         |                         |                         |  |  |         |         |         |  |
|  | L7                          | New York Red Bulls          | 2                           |                    |    |                         |                         |                         |  |  |         |         |         |  |
|  | L7                          | New York Red Bulls          | 2                           |                    | L7 | New York Red Bulls      | 1                       |                         |  |  |         |         |         |  |
|  |                             |                             |                             |                    |    |                         |                         |                         |  |  |         |         |         |  |
|  |                             |                             | O2                          | LA Galaxy          | 2  |                         |                         |                         |  |  |         |         |         |  |
|  | O1                          | Los Angeles FC              | O2                          | LA Galaxy          | 2  | 1                       |                         |                         |  |  |         |         |         |  |
|  | O1                          | Los Angeles FC              |                             |                    |    |                         |                         |                         |  |  |         |         |         |  |
|  | O4                          | Seattle Sounders (pro)      | 2                           |                    |    |                         |                         |                         |  |  |         |         |         |  |
|  | O4                          | Seattle Sounders (pro)      | 2                           |                    | O4 | Seattle Sounders        | 0                       |                         |  |  |         |         |         |  |
|  | Conferência Oeste           |                             |                             |                    | O4 | Seattle Sounders        | 0                       |                         |  |  |         |         |         |  |
|  |                             |                             | O2                          | LA Galaxy          | 1  |                         |                         |                         |  |  |         |         |         |  |
|  | O6                          | Minnesota United            | O2                          | LA Galaxy          | 1  | 2                       |                         |                         |  |  |         |         |         |  |
|  | O6                          | Minnesota United            |                             |                    |    |                         |                         |                         |  |  |         |         |         |  |
|  | O2                          | LA Galaxy                   | 6                           |                    |    |                         |                         |                         |  |  |         |         |         |  |